# Choratice (Malšovice)
Choratice jsou malá vesnice a část obce Malšovice v okrese Děčín. Nachází se asi 1,5 kilometru jihovýchodně od Malšovic. Prochází zde silnice I/62. Choratice leží v katastrálním území Borek u Děčína o výměře 2,53 km².

## Historie
První písemná zmínka o vesnici pochází z roku 1406.

## Obyvatelstvo
Při sčítání lidu v roce 1921 ve vsi žilo 454 obyvatel (z toho 220 mužů), z nichž bylo 25 Čechoslováků, 421 Němců a osm cizinců. Většina (442 osob) se hlásila k římskokatolické církvi, ale byli tu také tři evangelíci, dva židé, šest příslušníků ostatních nezjišťovaných církví a jeden člověk bez vyznání. Podle sčítání lidu z roku 1930 měla vesnice 598 obyvatel: 28 Čechoslováků, 546 Němců a 24 cizinců.  S výjimkou 22 evangelíků, osmi příslušníků nezjišťovaných církví a 43 lidí bez vyznání byli římskými katolíky.
|                                                                    | 1869 | 1880 | 1890 | 1900 | 1910 | 1921 | 1930 | 1950 | 1961 | 1970 | 1980 | 1991 | 2001 | 2011 |
| ------------------------------------------------------------------ | ---- | ---- | ---- | ---- | ---- | ---- | ---- | ---- | ---- | ---- | ---- | ---- | ---- | ---- |
| Obyvatelé                                                          | 161  | 166  | 250  | 294  | 415  | 454  | 598  | 461  | 483  | 166  | 134  | 123  | 133  | 149  |
| Domy                                                               | 30   | 32   | 35   | 40   | 51   | 56   | 75   | 87   | —    | 34   | 32   | 33   | 34   | 38   |
| Počet domů z roku 1961 je zahrnut v domech místní části Malšovice. |      |      |      |      |      |      |      |      |      |      |      |      |      |      |

## Další fotografie

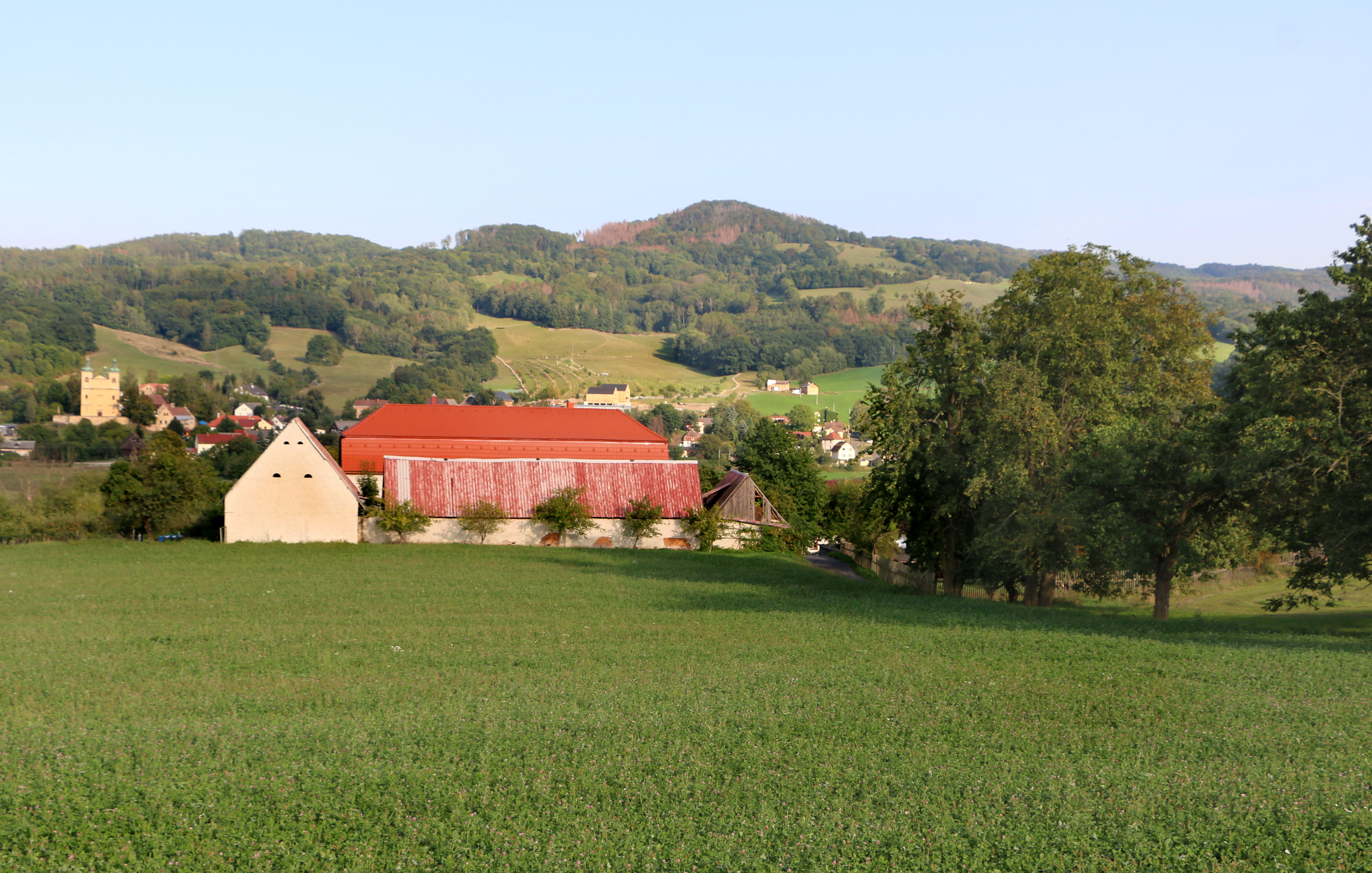
Statek na severu vesnice
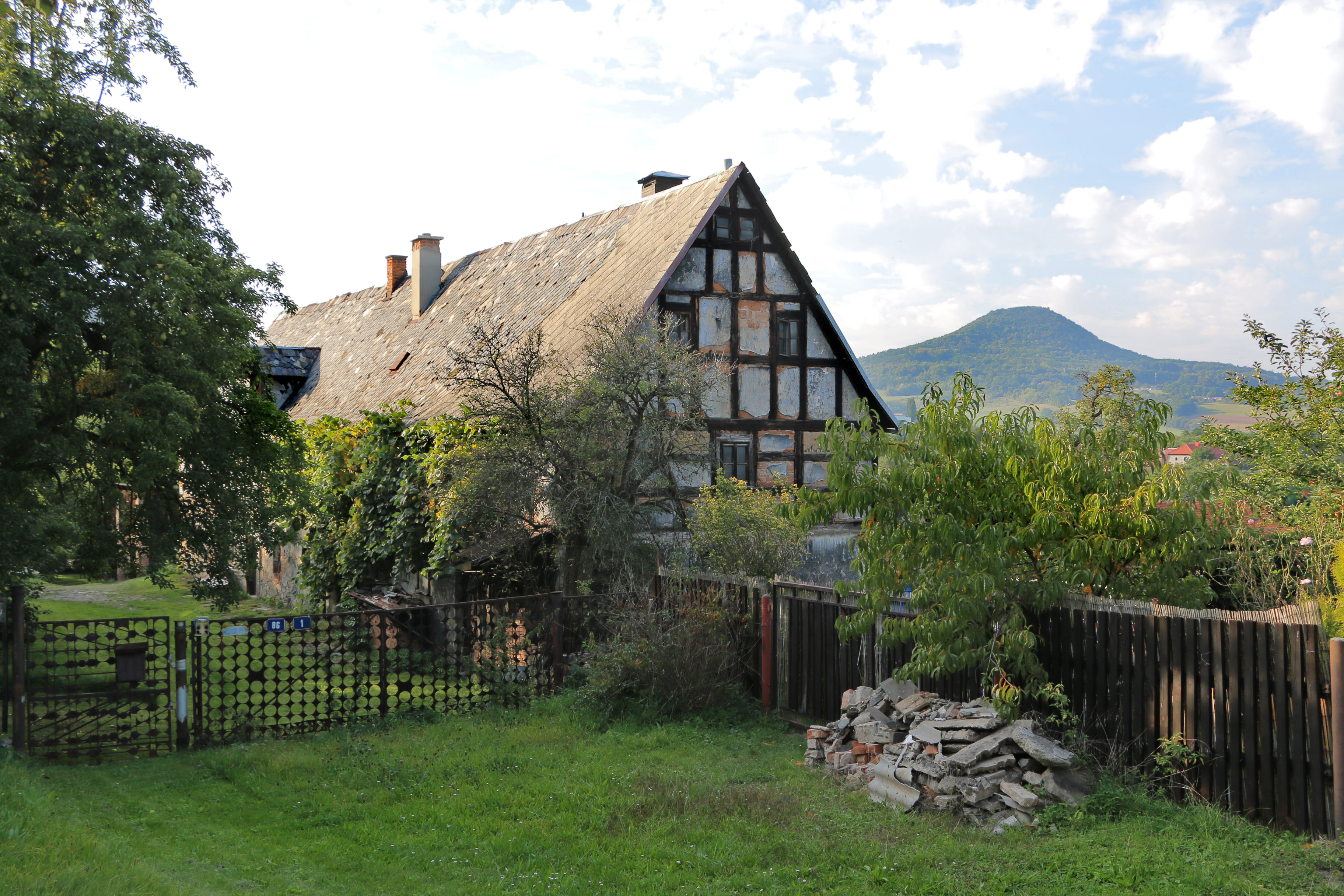
Chalupa čp. 1
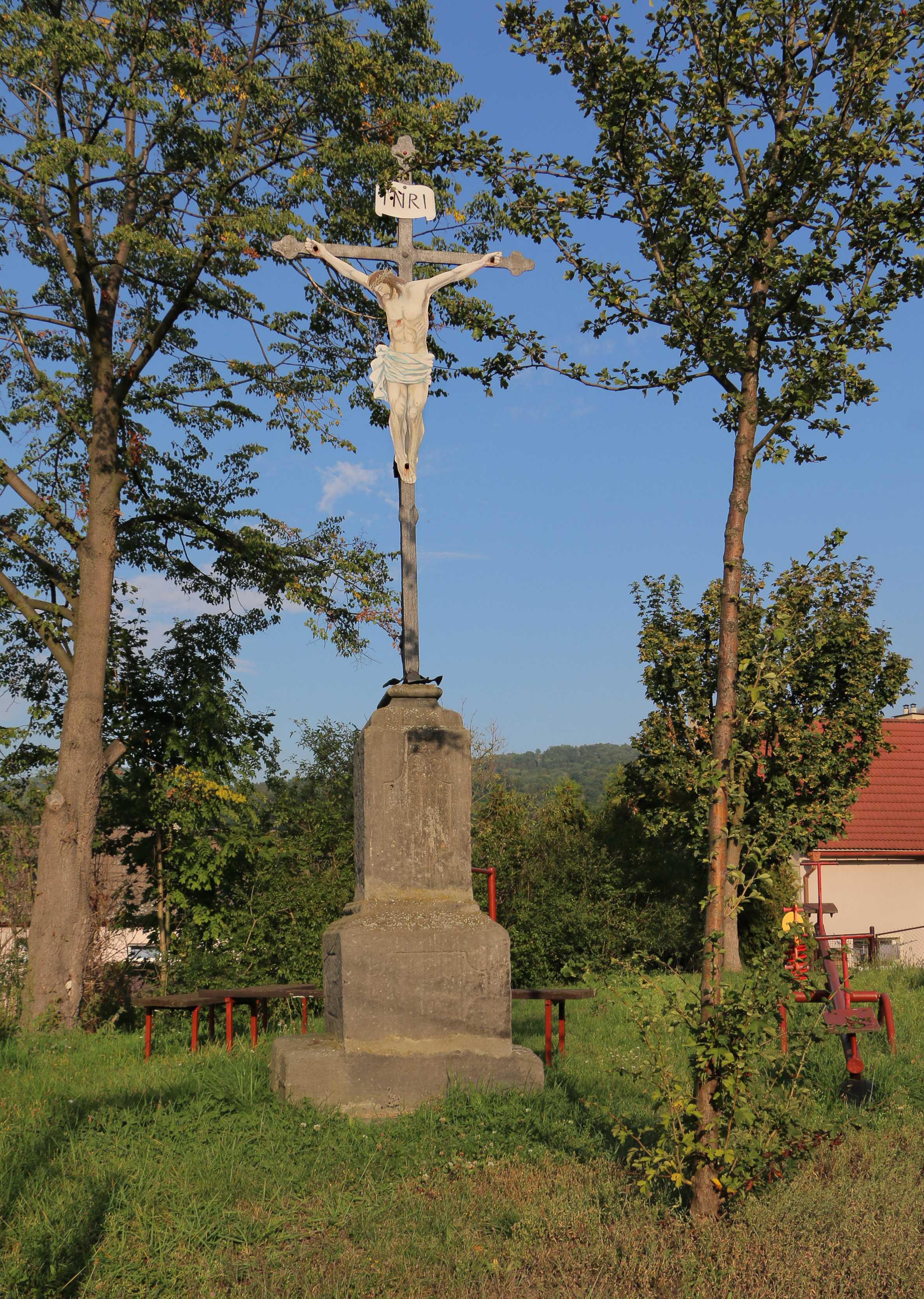
Křížek na návsi
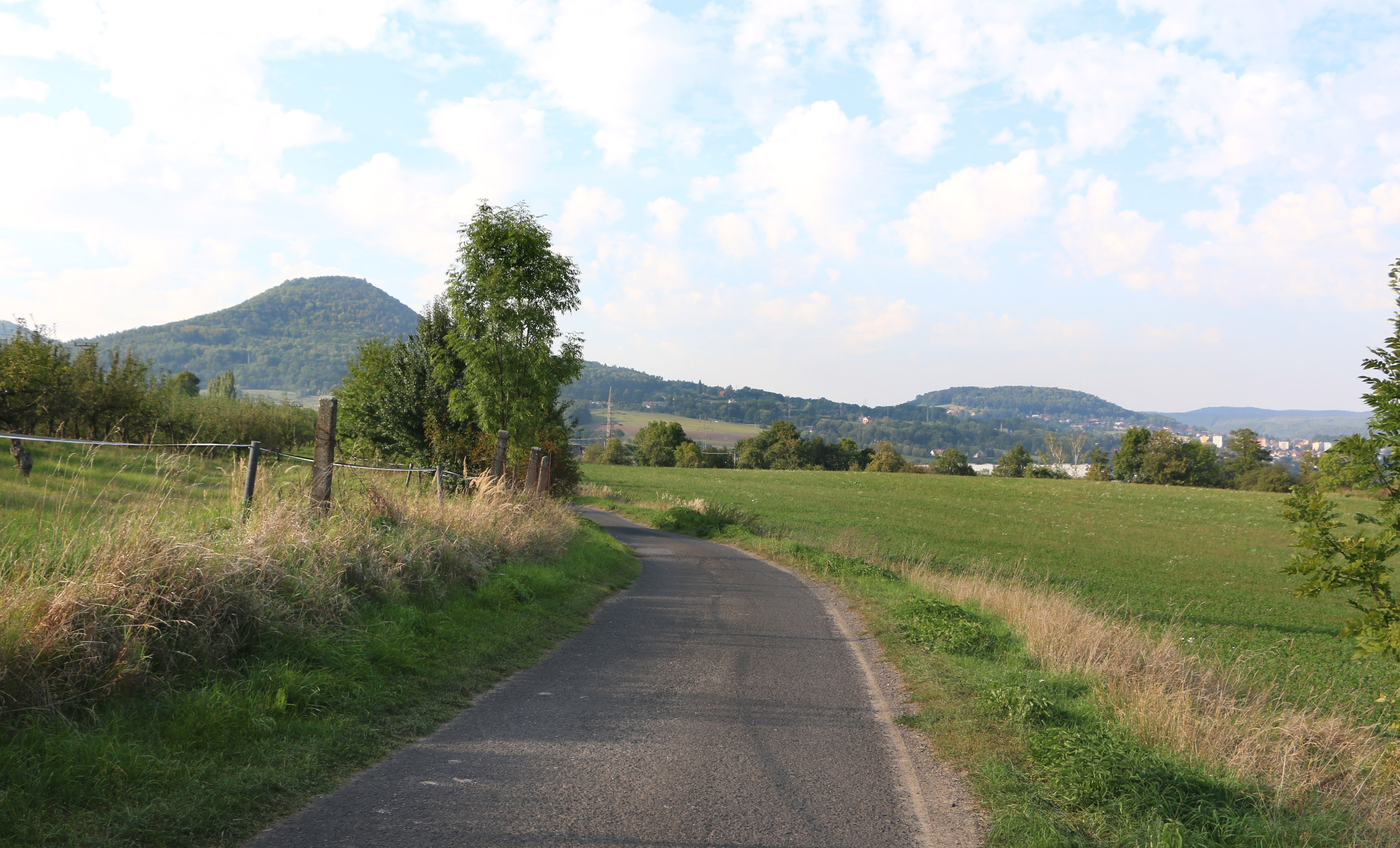
Silnice k Děčínu